# Elvin Badalov
Elvin Badalov (San Petersburgo, 14 de junio de 1995) es un futbolista ruso, nacionalizado azerí, que juega en la demarcación de defensa para el Neftçi PFK de la Liga Premier de Azerbaiyán.

## Selección nacional
Tras jugar con la selección de fútbol sub-16 de Azerbaiyán, la sub-17, la sub-18, la sub-19 y la sub-21, finalmente hizo su debut con la selección absoluta el 13 de octubre de 2020 en un partido de la Liga de las Naciones de la UEFA contra Chipre que finalizó con un resultado de empate a cero.

## Clubes
| Club         | País       | Año       | Partidos | Goles |
| ------------ | ---------- | --------- | -------- | ----- |
| Neftçi PFK   | Azerbaiyán | 2014-2017 | 58       | 1     |
| FC Mauerwerk | Austria    | 2017-2018 | 24       | 0     |
| Sabah FC     | Azerbaiyán | 2018      | 1        | 0     |
| Sumgayit FK  | Azerbaiyán | 2019-2025 | 171      | 3     |
| Neftçi PFK   | Azerbaiyán | 2025-     |          |       |

## Palmarés

### Campeonatos nacionales
| Título             | Club       | País       | Año  |
| ------------------ | ---------- | ---------- | ---- |
| Copa de Azerbaiyán | Neftçi PFK | Azerbaiyán | 2014 |